# Kostel svatého Matěje (Hruštice)
Římskokatolický filiální kostel svatého Matěje v Hrušticích je sakrální stavba stojící na hřbitově nad městskou částí Turnova. Od roku 1964 je kostel chráněn jako kulturní památka.

## Historie

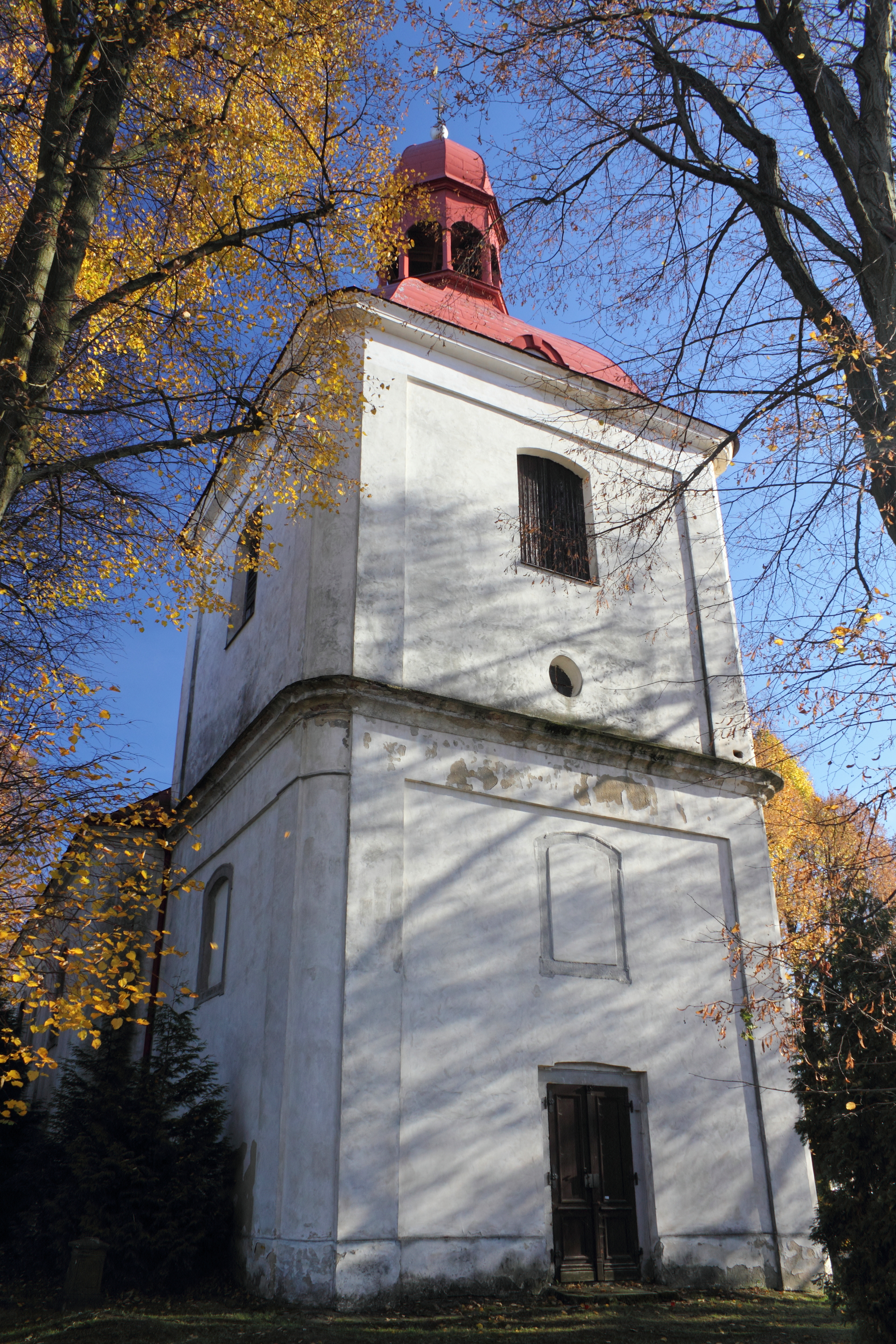
Věž kostel sv. Matěje v Hrušticích

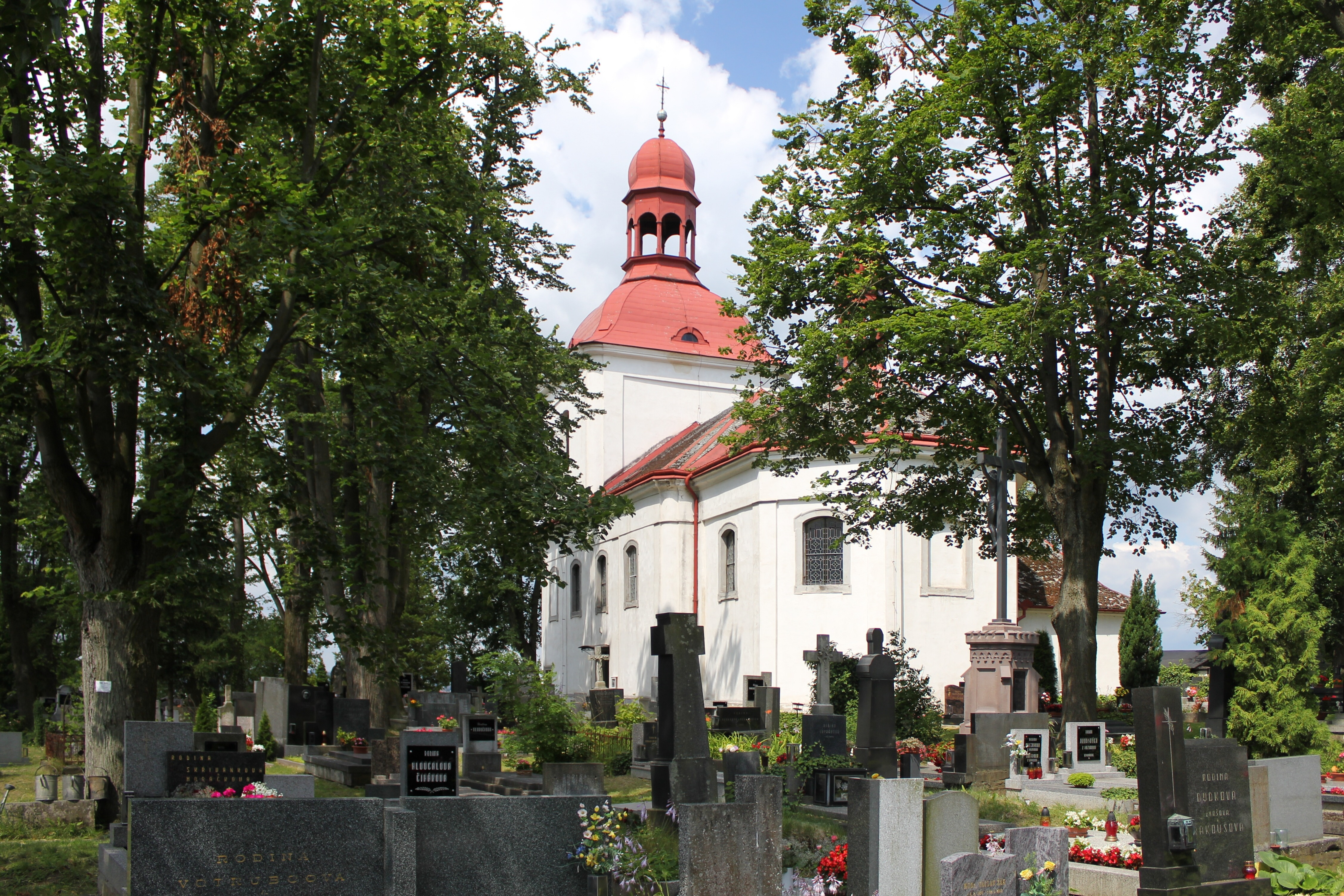
Hřbitov a závěr kostela v Hrušticích

Původně gotický kostel byl ve střechách zbarokizován v 1. polovině 18. století. V klenbách a přízemí byl zbarokizován po požáru v roce 1894.

## Architektura
Jedná se o jednolodní obdélnou stavbu se čtvercovým presbytářem, při kterém se nachází na severu čtvercová sakristie sklenutá křížovou klenbou. Mohutná západní věž je hranolová, jednopatrová. Zevně se na kostele nacházejí lizény, ve třech osách okna, která jsou segmentově uzavřená.
V lodi je kazetový strop. V presbytáři se nachází valená klenba s lunetami.

## Zařízení
Zařízení kostela je novorenesanční. Hlavní oltářní obraz sv. Matěje pochází od Josefa Matthausera z roku 1894. Zařízení bylo pořízené po požáru v roce 1894. Ze starého zařízení, z období před požárem, se zachovaly jen rokokové sochy sv. Petra a sv. Pavla ze 2. poloviny 18. století a volné polychromované plastiky sv. Ludmily a sv. Anežky, které jsou umístěny na konzolách v hlavní lodi. Tyto plastiky pocházejí z 1. poloviny 18. století.